# 東声問駅
東声問駅（ひがしこえといえき）は、北海道（宗谷支庁）稚内市大字声問村にあった北海道旅客鉄道（JR北海道）天北線の臨時駅である。営業は1987年（昭和62年）6月1日の一日限りであった。

## 歴史
稚内空港ジェット化に伴う新滑走路及び空港ターミナルビル完成に合わせた記念行事が行われる事となり、参加する稚内市内小中学校の児童生徒を乗せた稚内駅からの臨時列車（キハ56系5両編成）の乗客のために恵北駅 - 声問駅間に設置された臨時駅である。従って一般客の乗降はできなかった。
後年、留萠本線に設置された浜中海水浴場駅と同様の仮設乗降場で、稚内空港至近の本線上に列車が到着すると車両の出入り口にタラップを取り付けて降車を取り扱っていた。

### 年表
- 1987年（昭和62年）
  - 6月1日：北海道旅客鉄道天北線の臨時駅として開設[1]。
  - 6月2日：廃止[1]。

### 駅名の由来
声問駅の東にあったためである。

## 駅周辺
- 北海道道121号稚内幌延線
- 稚内空港

## 隣の駅
北海道旅客鉄道（JR北海道）
天北線
恵北駅 - （臨）東声問駅 - 声問駅